# Wilhelm Weinberg
Wilhelm Weinberg (Stuttgart, 25 de diciembre de 1862 - Tubinga, 27 de noviembre de 1937) fue un médico alemán judío y ginecólogo obstetra que participó en el desarrollo de la Ley de Hardy-Weinberg.
Weinberg también se acredita como el primero en explicar el efecto del sesgo de confirmación en las observaciones en genética.

## Biografía
Weinberg nació en Stuttgart y estudió medicina en Tübingen, Berlín y Munich, recibiendo un MD en 1886. Regresó a Stuttgart en 1889, donde permaneció ejerciendo como ginecólogo y obstetra hasta que se retiró a Tubinga unos años antes de su muerte en 1937. Gran parte de su vida académica la pasó estudiando  genética especialmente enfocándose en aplicar las leyes de la herencia a poblaciones.
Las contribuciones adicionales de Weinberg a la genética estadística incluyeron la primera estimación de la tasa de hermanamiento. Al darse cuenta de que los gemelos idénticos deberían ser del mismo sexo, mientras que los gemelos dicigóticos podrían ser del mismo sexo o del sexo opuesto, Weinberg obtuvo la fórmula para estimar la frecuencia de  gemelos dicigóticos y monocigóticos de la proporción de gemelos del mismo sexo y de sexo opuesto en el total de los partos. 